# اس‌اس تلبک (۱۹۴۰)
اس‌اس تلبک (۱۹۴۰) (به انگلیسی: SS Thielbek (1940)) کشتی که طول آن ۱۰۵ متر (۳۴۴ فوت) می باشد. این کشتی در سال ۱۹۴۰ ساخته شده است.